# Crveno Brdo (Srebrenik)
Crveno Brdo es un pueblo en el municipio de Srebrenik, Bosnia y Herzegovina.

## Demografía
Según el censo de 2013, su población era de 213 habitantes.
| Etnicidad         | Número | Porcentaje |
| ----------------- | ------ | ---------- |
| Bosníacos         | 210    | 97,7%      |
| Serbios           | 1      | 0,5%       |
| Otro/no declarado | 4      | 1,9%       |
| Total             | 213    | 100%       |

| 239        | 282 | 298 | 314 | 213 |
| (Fuente: ) |     |     |     |     |